# Дада Вујасиновић
Радислава Дада Вујасиновић (Чапљина, 10. фебруар 1964 — Београд, 8. април 1994) је била српска новинарка. Она је од 1990. радила за београдски часопис Дуга.

## Биографија
Као новинарка Дуге, Дада Вујасиновић је урадила интервјуе са Радованом Караџићем, Миланом Бабићем и Војиславом Шешељем. У првим данима сукоба у бившој Југославији извештавала је директно са лица места, а писала је и о спрези између криминала и власти у Србији. Честа тема њених репортажа и текстова био је Жељко Ражнатовић „Аркан“.
Вујасиновићева је пронађена мртва у свом стану 9. априла 1994. Према резултатима истраге која је тада проведена, тврдило се да је извршила самоубиство дан раније, пуцњем из ловачке пушке. Међутим, према налазу балистичара Владе Костића из 2008, њена смрт је „највјероватније узрокована деловањем другог лица“. Након овог вештачења, окружно тужилаштво је у јануару 2009. покренуло преткривични поступак за убиство и затражило од полиције да открије убицу и да утврди под којим околностима је убијена Дада Вујасиновић.
Републичка јавна тужитељка Загорка Доловац изјавила је у априлу 2011. да увиђај и истражне радње у овом предмету нису квалитетно одрађени, и да су начињени слични пропусти као и у истрази о убиству Славка Ћурувије.